# Artafernes (sátrapa)
Artafernes (¿?-¿?), sátrapa persa de Lidia desde el 513 a. C. hasta el 493 a. C.

## Contexto histórico
Artafernes (elamita Irdapirna; Persa antiguo: Arta + Farnah(dotado con la gloria de la justicia); ), hijo de Histaspes, era príncipe de Persia y hermano del rey Darío I. Era probablemente más joven que Darío porque no participó en la guerra civil que tuvo lugar entre el 522 a. C.-521 a. C.
Nuestra fuente más importante para conocer la carrera de Artafernes es el historiador griego Heródoto de Halicarnaso. Heródoto menciona al príncipe varias veces como sátrapa de Lidia, especialmente durante los años de la revuelta jonia, 499 a. C. a 494 a. C., cuando varias de las ciudades griegas de la costa oeste del Asia Menor se rebelaron contra el dominio persa.
Artafernes fue el sucesor de Ótanes (513 a. C.). Seis años antes había recibido a los enviados de Atenas, quienes le ofrecieron tierra y agua, los elementos típicos para expresar sumisión.
En el 499 a. C., el tirano Aristágoras de Mileto le pidió ayuda para conquistar la isla de Naxos. Artafernes se la concedió a cambio de que la expedición fuera comandada por un persa, Megabates. Debido a, entre otras causas, las diferencias habidas entre Megabates y Aristágoras, la expedición fue un fracaso. Lo peor fue que los griegos jonios pudieron comprobar que los persas no eran invencibles.

## La Revuelta de Jonia
Quizás por miedo a ser castigado por Artafernes por haberle dicho que Naxos sería fácilmente derrotada, o quizás para recuperar vía botín de guerra todo lo que había perdido en el asedio a Naxos, Aristágoras provocó que Mileto se rebelara contra Persia. Algunas ciudades griegas jonias se sumaron a la rebelión. Cada una podía tener su propia razón para hacerlo. Lo que parece claro es que el hecho de que algunas otras quedaran al margen indica que no fue un levantamiento conjunto por un sentimiento de identidad unitaria, sino más bien un aprovechamiento de las circunstancias para sacudirse el dominio persa. Seguramente tenía mucho que ver el elevado tributo al que estaban obligadas a contribuir. Aristágoras pidió inicialmente apoyo de Esparta quien decidió mantenerse al margen. Tuvo más éxito con Atenas y Eretria, capital de la isla de Eubea, quienes enviaron 20 y 5 navíos respectivamente con sus tripulaciones, menos de lo que Aristágoras esperaba.
Inicialmente la revuelta tuvo bastante éxito pues los griegos llegaron a la capital de Lidia, Sardes, arrasando parte de la ciudad. Artafernes defendió con éxito la ciudadela, y cuando los griegos se retiraban, salió a su encuentro derrotándoles. En los años posteriores, varios persas estuvieron involucrados en la supresión de la rebelión. El mismo Artafernes volvió a estarlo después de que hubo reconstruido Sardes. La rebelión finalizó en el 494 a. C. con la toma y destrucción de Mileto.
En el 493 a. C., Artafernes quiso reorganizar el empadronamiento de la región. El geógrafo milesio Hecateo le aconsejó ser indulgente para no crear resentimientos. El sátrapa le hizo caso mostrando una actitud sorprendentemente amable y compasiva con los antiguos rebeldes 
. Esto fue su último acto como sátrapa. Su hijo Artafernes II le sucedió.